# Jean-Charles Cailleux
Pour les articles homonymes, voir Cailleux.
Jean-Charles Cailleux est un arbitre français de football né le 10 janvier 1971 à Saint-Quentin. 
Il a été nommé arbitre de la Fédération en 1997.
Jean-Charles Cailleux officie en Ligue 2 pour la saison 2009/2010 ; en effet, au terme de la saison 2008/09, il est classé dernier des arbitres de Ligue 1 et est donc rétrogradé à l'étage inférieur.
| Saison    | Compétitions      | Nbre de matchs | Cartons jaunes | Cartons rouges |
| --------- | ----------------- | -------------- | -------------- | -------------- |
| 2006-2007 | Coupe de la Ligue | 1              | 2              | 0              |
| 2006-2007 | Ligue 1           | 19             | 79             | 4              |
| 2006-2007 | Ligue 2           | 7              | 33             | 2              |
| 2007-2008 | Coupe de la Ligue | 2              | 6              | 1              |
| 2007-2008 | Ligue 1           | 17             | 54             | 2              |
| 2007-2008 | Ligue 2           | 6              | 11             | 0              |